# Shut Up and Dance (The Dance Mixes)
Pour les articles homonymes, voir Shut Up and Dance.
Albums de Paula Abdul
Forever Your Girl Spellbound
Singles
1. Knocked Out (Remix)
Sortie : 1990
2. 1990 Medley Mix
Sortie : 1990
3. Cold Hearted (Remix)
Sortie : 1990

Shut Up and Dance (The Dance Mixes) est le premier album remix de l'artiste américaine Paula Abdul sorti le 8 mai 1990 sous le label Virgin Records.

## Pistes
| 1.    | Cold Hearted (Quiverin' 12")                           | Elliot Wolff                                      | Elliot Wolff                 | 5:12 |
| 2.    | Straight Up (Ultimix Mix)                              | Elliot Wolff                                      | Elliot Wolff                 | 6:55 |
| 3.    | One or the Other (1990 Mix)                            | Paula Abdul, Curtis "Fitz" Williams, Duancan Pain | Curtis Williams, Keith Cohen | 6:42 |
| 4.    | Forever Your Girl (Frankie Foncett Mix)                | Oliver Leiber                                     | Oliver Leiber                | 6:06 |
| 5.    | Knocked Out (Pettibone 12")                            | Babyface, Daryl Simmons, L.A. Reid                | Babyface, L.A. Reid          | 6:10 |
| 6.    | (It's Just) The Way That You Love Me (Houseafire Edit) | Oliver Leiber                                     | Oliver Leiber                | 4:42 |
| 7.    | Opposites Attract (1990 Mix)                           | Oliver Leiber                                     | Oliver Leiber                | 6:48 |
| 8.    | 1990 Medley Mix                                        |                                                   | Chris Cox                    | 7:15 |
| 43:02 |                                                        |                                                   |                              |      |

## Performance dans les hits-parades
| Classement (1990)        | Meilleure position |
| ------------------------ | ------------------ |
| Allemagne                | 37                 |
| Australie                | 16                 |
| Canada                   | 14                 |
| France                   | 44                 |
| Japon                    | 71                 |
| Nouvelle-Zélande         | 4                  |
| Pays-Bas                 | 29                 |
| Royaume-Uni              | 40                 |
| Suède                    | 24                 |
| États-Unis Billboard 200 | 7                  |